# インガルス造船所

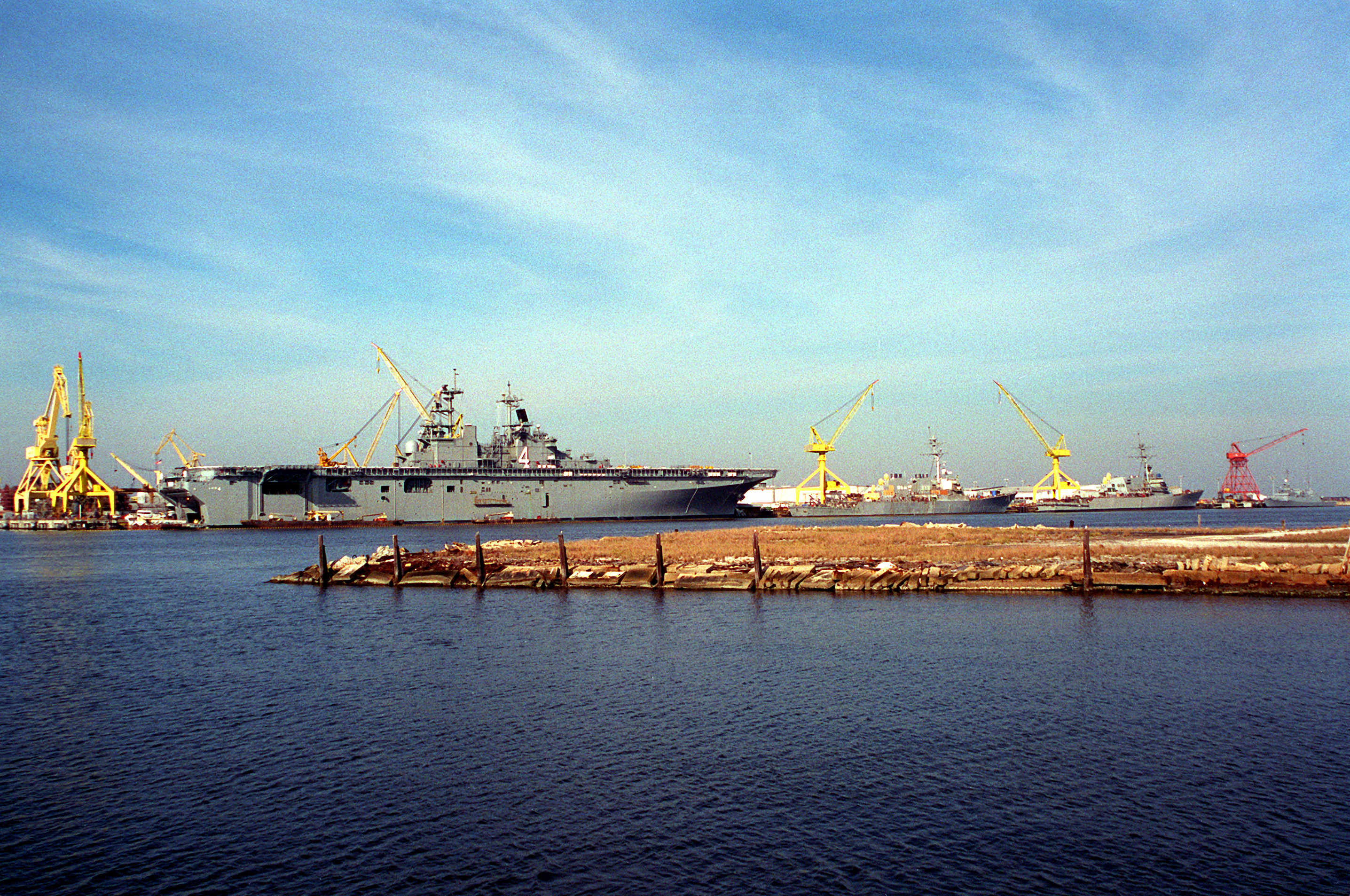
インガルス造船所

インガルス造船所（インガルスぞうせんじょ、Ingalls Shipbuilding）は、アメリカ合衆国ミシシッピ州パスカグーラにある造船所。
1938年に創立され、現在はハンティントン・インガルス・インダストリーズの一部門となっている。アメリカ海軍艦艇の造船請負では業界主位の座にある企業で、従業員数は1万人以上。ミシシッピ州最大の民間雇用主でもある。
インガルス造船所はパスカグーラ川がメキシコ湾に注ぐ河口近くに位置する。創業当初は商用船を造っていたが、1950年代に入ってから海軍艦艇を受注するようになり、1957年には12隻の原子力潜水艦の受注に成功した。1961年にリットン・インダストリーズ社（後にノースロップ・グラマンにより買収）が経営権を取得し、1968年にドックを川の対岸に増設した。
インガルス造船所は沖合掘削船やモーターボートの製造も行っているほか、過去にはエジプト、イスラエル、ベネズエラの艦艇も受注したことがある。
2005年8月29日に設備の一部がハリケーン・カトリーナによって被害を受けたため、復旧工事が行われた。

## 鉄道車両製造事業
第二次世界大戦後、1950年代には鉄道用ディーゼル機関車の製造に進出した。5種類をラインナップしたが、旅客用の4-S形(1,500馬力)のみが実際に製造され、ガルフ・モバイル・アンド・オハイオ鉄道に納入された。また、1980年代には4,000両以上の有蓋ホッパ車を製造した。